# Galeandra lacustris
Galeandra lacustris là một loài phong lan.

## Hình ảnh

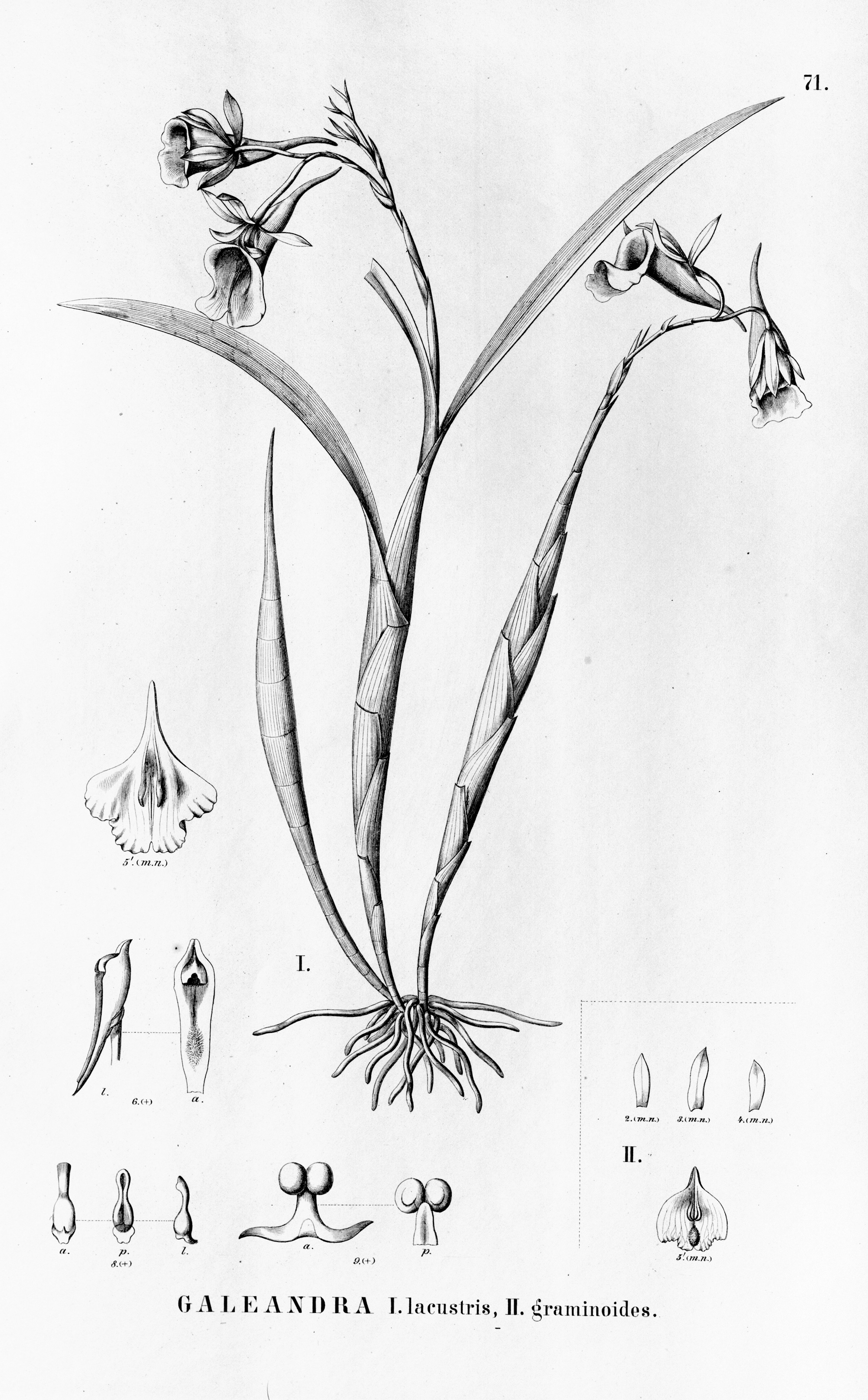
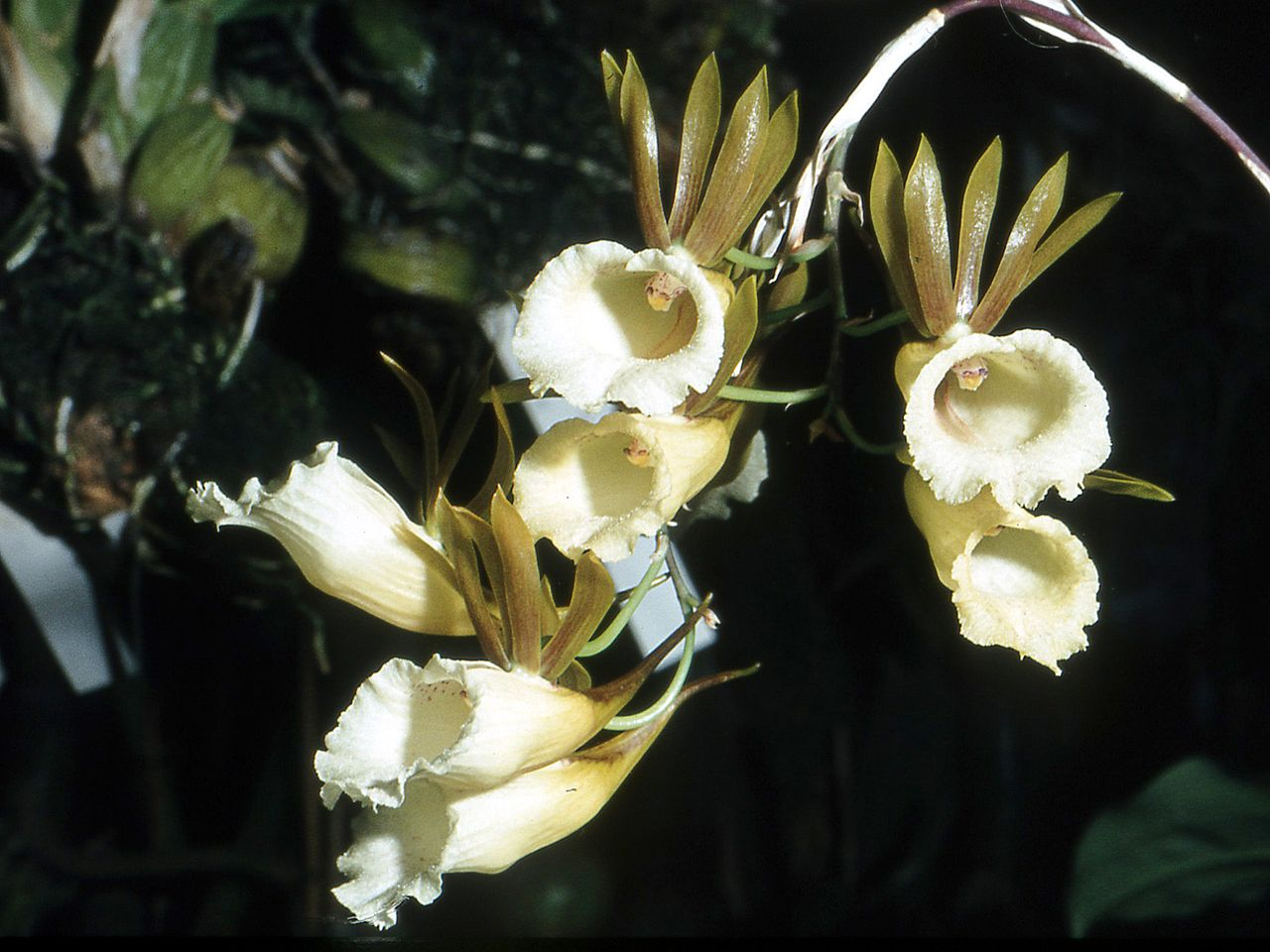
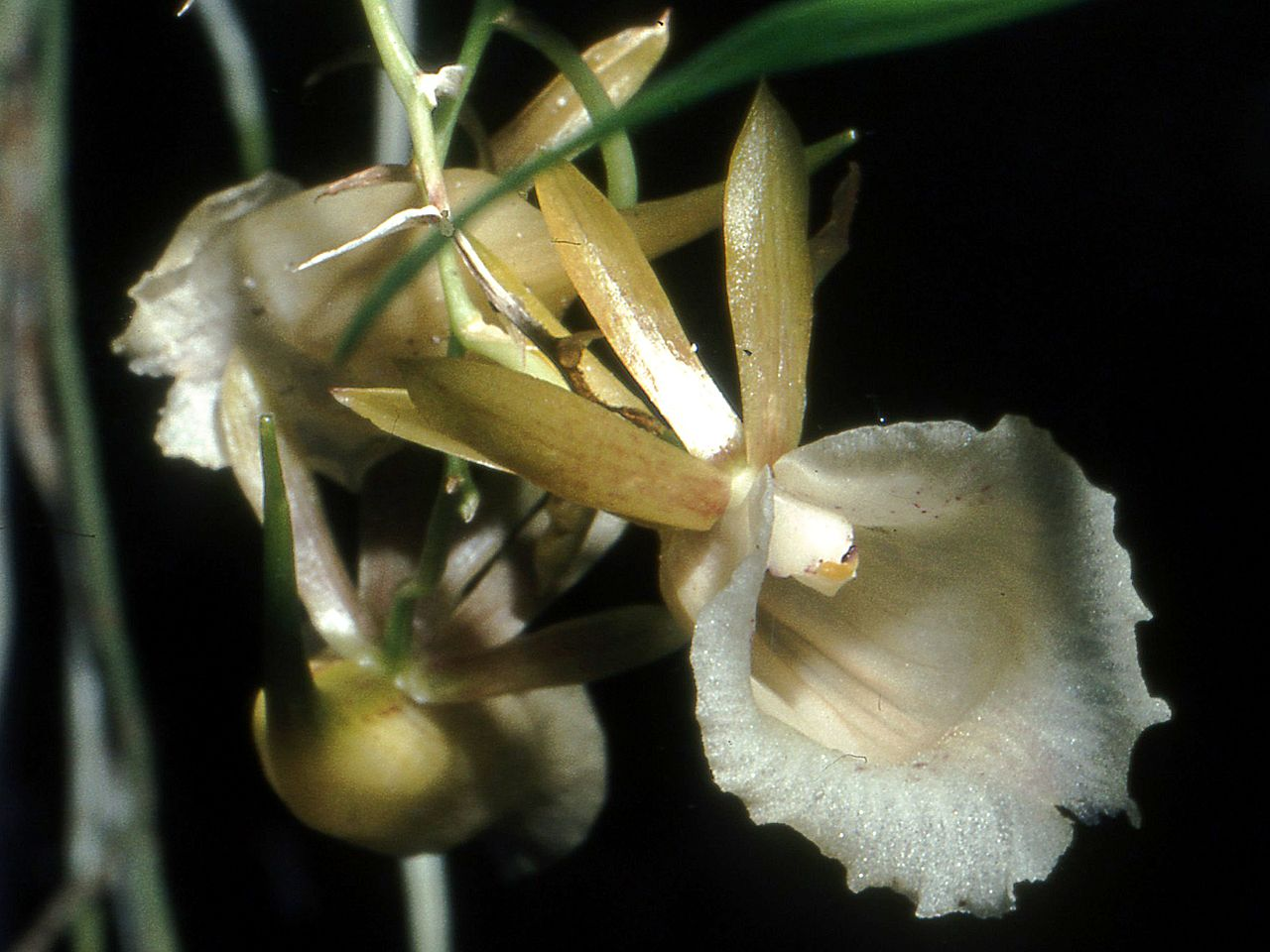